# Giancarlo Bergamelli
Giancarlo Bergamelli (* 28. Oktober 1974 in Trescore Balneario) ist ein ehemaliger italienischer Skirennläufer. Wie seine älteren Brüder Sergio, Norman und Thomas war er Spezialist für die Disziplinen Riesenslalom und Slalom.

## Karriere
Sein erstes Weltcuprennen bestritt Bergamelli am 12. November 1995, den Riesenslalom in Tignes. Fünf Tage später holte er als 28. des Riesenslaloms in Vail seine ersten Weltcuppunkte. In den darauf folgenden Jahren konnte sich Bergamelli nicht an der Weltspitze etablieren und kam hauptsächlich im Europacup zum Einsatz. Erst 2001 waren die Ergebnisse wieder gut genug, um Weltcuppunkte zu gewinnen.
Sein erfolgreichstes Jahr war 2003, als es ihm gelang, viermal einen Platz unter den besten Zehn zu erreichen. Das beste Ergebnis seiner Karriere ist ein fünfter Platz, den er am 23. November 2003 beim Slalom in Park City herausfuhr. Bergamelli nahm an den Olympischen Winterspielen 2002 sowie an den Weltmeisterschaften 2003 und 2005 im Slalom teil, schied aber in allen drei Rennen aus. 2004 wurde er italienischer Slalommeister, das letzte Weltcuprennen fuhr er im Januar 2007.

## Erfolge

### Olympische Winterspiele
- Salt Lake City 2002: DNF Slalom

### Weltmeisterschaften
- St. Moritz 2003: DNF Slalom
- Bormio 2005: DNF Slalom

### Weltcup
- 6 Platzierungen unter den besten 10

### Europacup
- 3 Platzierungen unter den besten 10

### Nor-Am Cup
- Ein Sieg

| Datum             | Ort                | Land               | Disziplin |
| ----------------- | ------------------ | ------------------ | --------- |
| 17. November 2002 | Loveland, Colorado | Vereinigte Staaten | Slalom    |

### Weitere Erfolge
- 1 Italienischer Meistertitel (Slalom 2004)
- 13 Siege bei FIS-Rennen